# Flughafen Luxemburg

i7
i11
i13
Der internationale Flughafen Luxemburg (IATA-Code: LUX, ICAO-Code: ELLX), früher Flugplatz Sandweiler, ist der einzige internationale Flughafen in Luxemburg. Inoffiziell wird er meist nach einer benachbarten Ortschaft kurz Findel genannt.

## Geschichte
Die Anfänge des Flughafens Luxemburg reichen in die 1930er Jahre zurück. 
Nach der Besetzung des Flugplatzes Sandweiler durch die deutsche Luftwaffe im Mai 1940 wurde er durch diese mit Unterbrechungen bis September 1944 benutzt. Im selben Monat besetzten Bautruppen der US Army den Platz und setzten ihn instand. 
Am 18. September 1944 wurde er durch die United States Army Air Forces (USAAF) in Betrieb genommen. Er wurde als Advanced Landing Ground ALG A-97 Sandweiler ausgewiesen und durch ein Aufklärungsgeschwader genutzt. Am 15. August 1945 wurde die Verwendung durch die USAAF wieder beendet.

## Lage und  Verkehrsanbindung
Der Flughafen liegt auf den Gemarkungen der Gemeinden Sandweiler (Allgemeine Luftfahrt), Niederanven (Passagier- und Cargobereiche) und Luxemburg (nur Start-/Landebahn).
Das Stadtzentrum von Luxemburg ist sechs Kilometer, die deutsche Stadt Trier 40 km entfernt. Die Buslinien 6 und 16 über den Kirchberg bzw. Cents-Pulvermühle verbinden in dichter Taktfolge den Flughafen mit der Innenstadt und dem Bahnhof. Die Fahrzeit zum Bahnhof beträgt jeweils ca. 20 Minuten. Die Busse sind, wie der gesamte Nah- und Fernverkehr in Luxemburg, kostenlos.
Die (ebenfalls kostenlose) Straßenbahn Luxemburg verbindet seit März 2025 Hauptbahnhof und Flughafen.
Eine Zuganbindung zum Bahnhof Luxemburg und zum Kirchberg-Plateau war für 2019 geplant. Der Flughafenbahnhof wurde schon im Zuge des Neubaus des Terminals A 2009 im Rohbau erstellt. Später distanzierte sich die Regierung von den Plänen, sodass die Zugverbindung nicht realisiert wurde. Der bereits bestehende unterirdische Bahnhof soll zu einem Datacenter umgebaut werden.

## Fluggesellschaften und Ziele

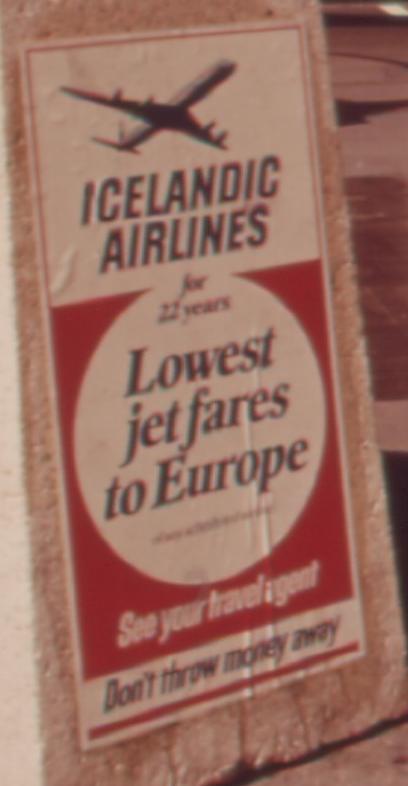
Reklametafel der Icelandic Airlines in New York, 1973

Seit 1955 wurde Luxemburg von der isländischen Fluggesellschaft Loftleiðir (später Icelandair) im Linienverkehr angeflogen und wurde alsbald zum Ausgangspunkt für deren Europa-Nordamerika-Route mit Zwischenlandung in Island, anfangs mit DC-4, dann mit DC-6 und anderen Typen. Dabei unterbot Loftleiðir die Preise europäischer staatlicher Fluggesellschaften trotz deren Widerstand und wurde zur ersten Billigfluggesellschaft auf der Nordatlantik-Route. Nach Deregulierung des Flugverkehrs und allgemeinem Preisverfall wurde diese Verbindung 1999 als nicht mehr profitabel eingestellt.

### Ziele
Von Luxemburg aus werden im Passagierverkehr Ziele in Europa, im Mittelmeerraum und auf den Kanarischen Inseln angeflogen.
Im Frachtverkehr werden (hauptsächlich durch Cargolux) Ziele in Afrika, Asien, Europa sowie in Nord-, Mittel- und Südamerika angeflogen.

## Neubau

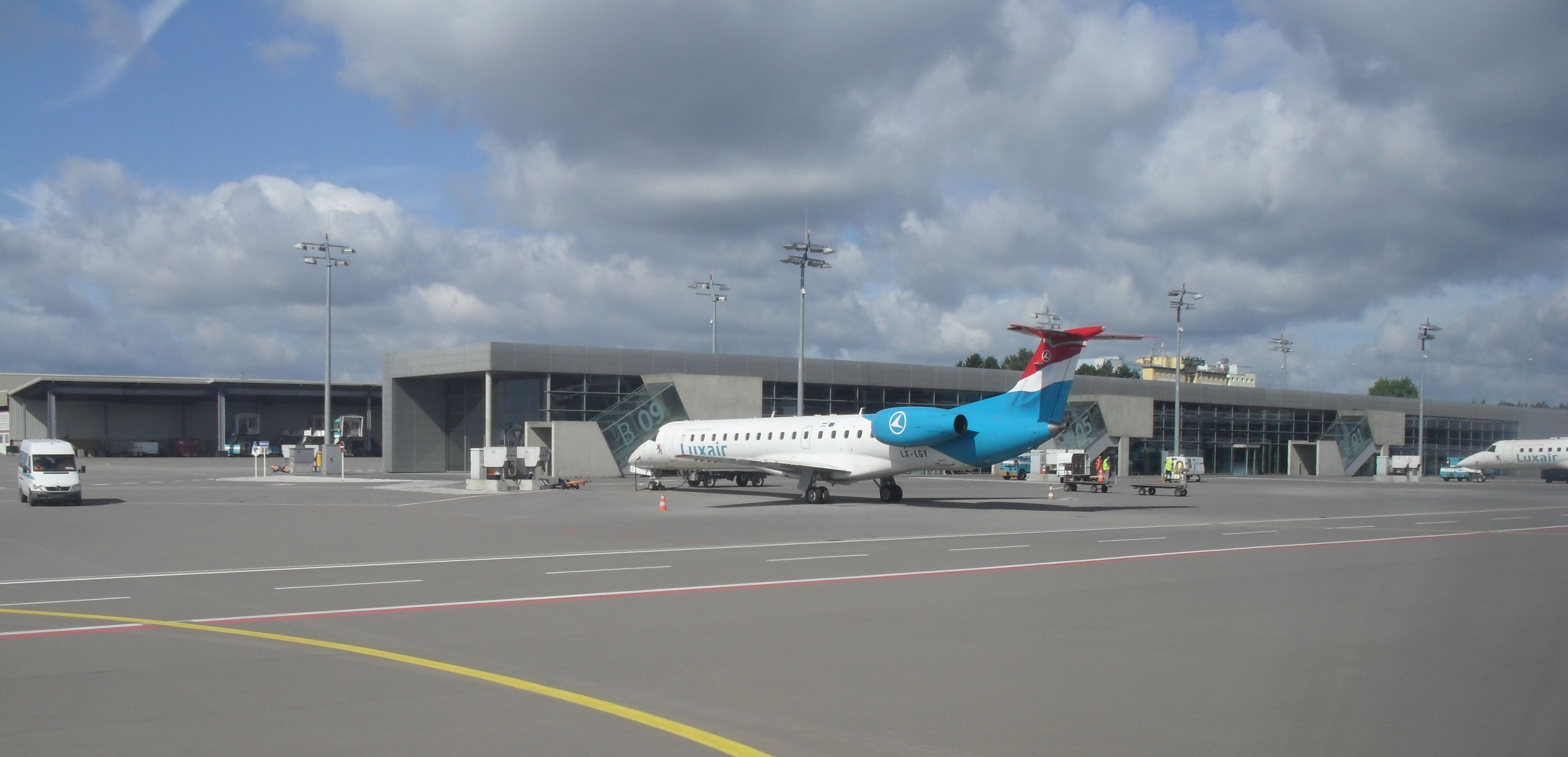
Terminal B

2005 begannen die Bauarbeiten am Terminal A, das für knapp drei Millionen Passagiere ausgelegt ist. Die Kosten dafür beliefen sich auf insgesamt 322 Millionen Euro (Terminal A, Blockheizkraftwerk, Tiefgarage und Eisenbahntunnel). Die Inbetriebnahme des Terminals A erfolgte am 21. Mai 2008.
Das am 26. Mai 2004 eröffnete Terminal B ist seit 2017 wieder in Betrieb. Die Fußgängerbrücke wurde fertiggestellt und es verbindet jetzt ein 200 m langer Rollteppich beide Terminals. Im Terminal B befindet sich ein weiterer Duty-Free Shop.
Der Flughafen Luxemburg wird von der Luftfahrtbehörde ANA (Administration de la navigation aérienne), die am 1. Januar 2008 aus der ehemaligen Flughafenverwaltung (Administration de l’Aéroport) hervorging, und der privaten Gesellschaft Société de l’Aéroport (Luxairport) verwaltet. ANA kümmert sich um Betrieb und Wartung der für die Luftfahrt benötigten technischen Installationen am Boden und um die Kontrolle des Flugbetriebs und des Luftraums. Zudem betreibt sie die Flughafenfeuerwehr und eine Wetterbeobachtungs- und -vorhersagestation. Luxairport ist für Bau, Instandhaltung und Betrieb der nicht für Flugsicherung und Flugbetrieb genutzten Infrastruktur zuständig. Die Luftfahrtbehörde ANA unterhält acht Abteilungen. Diese sind ADMIN (Verwaltung), OPS (Operations), ATC (Air Traffic Control), CNS (Communication, Navigation, Surveillance), früher RAD (Radiotechnik) genannt, ELE (Elektrotechnik), SIS (Feuerwehr), ENT (Instandhaltung) und MET (Wetterdienst).
Die Straßenbauverwaltung (Ponts et Chaussées) hat ebenfalls eine von der Luftfahrtbehörde ANA unabhängige Abteilung am Flughafen. Außerdem unterhalten sowohl die Polizei mit der Unité de la police de l’aéroport (UPA) als auch der Zoll Abteilungen im Bereich des Flughafens.
Die Luftfahrtbehörde ANA betreibt auf dem Gelände des Flughafens ein eigenes Mittelspannungsnetz mit einer Nennspannung von 3 kV. Ausgehend von einem zentralen Einspeisepunkt wird die von der luxemburgischen Stromgesellschaft CEGEDEL auf der 20-kV-Ebene gelieferte elektrische Energie über 630-kVA-Transformatoren auf 3 kV heruntergespannt und im Ringnetz verteilt. Dabei werden insgesamt acht Mittelspannungsstationen beliefert. Lux-Airport wird daneben eine eigene Kraft-Wärme-Kopplungsanlage in Betrieb nehmen.

## Technisches

### Ausstattung

Flughafendiagramm

Der Flughafen verfügt über eine 4000 m lange Landebahn in Richtung 06/24 und ist mit einem Instrument Landing System (ILS), einem VOR (Kennung LUX) und einem Doppler-VOR-System (DVOR) ausgestattet. Ein weiterer DVOR steht in etwa 35 km Entfernung zum Flughafen unweit der Stadt Diekirch (Kennung DIK).
Der ICAO-Referenzcode der Start- und Landebahn des Flughafens, bestehend aus zwei Code-Elementen, der Code-Ziffer und des Code-Buchstaben, lautet 4 bzw. E. Das bedeutet, dass die Referenzdistanz des Flugzeugs (die Länge der Piste, die es für Start und Landung braucht) 1800 m oder mehr, die Flügelspannweite zwischen 52 m und 65 m und die Fahrwerkbreite zwischen 9 m und 14 m betragen kann. Im Hinblick auf den neuen Airbus A380 wurde demnach eine Erweiterung des Code-Buchstaben auf F vollzogen, wegen der Bestellung von Cargolux über mindestens 13 Boeing 747-8F, die ohnehin auch eine breitere Bahn benötigt (65 m bis 80 m Spannweite, respektiv 14 m bis 16 m Fahrwerkbreite).
Die Landerichtung 24 (240°) ist für die Betriebsbedingungen der ILS-Kategorie 3 ausgelegt und erlaubt Starts und Landungen auch bei geringsten Sichtweiten (125 m Landebahnsichtweite) und Entscheidungshöhen. Auf dieser Seite der Landebahn existiert auch eine in die Landebahn eingelassene sogenannte „Touch-Down“-Beleuchtung. Beide Landerichtungen sind mit einem PAPI-System ausgestattet. Dabei handelt es sich um eine visuelle Landehilfe, die für einen 3-Grad-Anflugwinkel ausgelegt ist und die das Glide-Slope bzw. Glide-Path-System des ILS ergänzt.
Die 1992 errichtete Radaranlage wurde nach Beschluss des Ministerrates von September 2004 ersetzt, da einerseits die im Bau befindliche Wartungshalle der Firma Cargolux das alte Radar behindern würde und weil das System zu einem guten Teil veraltet war. Der Neubau der Radaranlage wurde im Juni 2007 fertiggestellt.
Die Rollwege (Taxiway; Twy) des Flughafens tragen die Bezeichnungen A, B1, B2, B3, B4, C, D1, D2, E, F, G, H, I. Die Bezeichnung des Rollweges I (India) ist umstritten, weil die Internationale Zivile Luftfahrtorganisation (ICAO) hier eine Verwechselungsgefahr mit der Zahl „1“ und dem Buchstaben „J“ sieht.
Im Zusammenhang mit dem Bau der Cargolux Maintenance Facility sollen ebenfalls die Rollwege H und I grundüberholt werden. Dabei soll insbesondere der Rollweg I schmaler gestaltet werden. Der Rollweg H (Hotel) soll hingegen auf eine Breite von 25 m erweitert werden, was den Bedingungen für den Code-Buchstaben F entsprechen würde.

### Flugwetterdienst
Die meteorologische Station des Flugwetterdienstes am Flughafen ist rund um die Uhr besetzt und erstellt neben den Wetterdiensten für die Luftfahrt unter dem Namen MeteoLux auch Wettervorhersagen und Wetterwarnungen für die breite Öffentlichkeit.

### Flugfunk-Frequenzen
- Luxembourg Tower: 118,105 MHz[1]
- Luxembourg Approach (Anflugkontrolle): 120,885 MHz[1]
- Luxembourg Director: 118,905 MHz[1]
- Luxembourg Information (ATIS): 134,755 MHz[16][17]
- Luxembourg Homer (VDF): 118,105 MHz, 118,905 MHz, 121,500 MHz[1]

## Verkehrszahlen

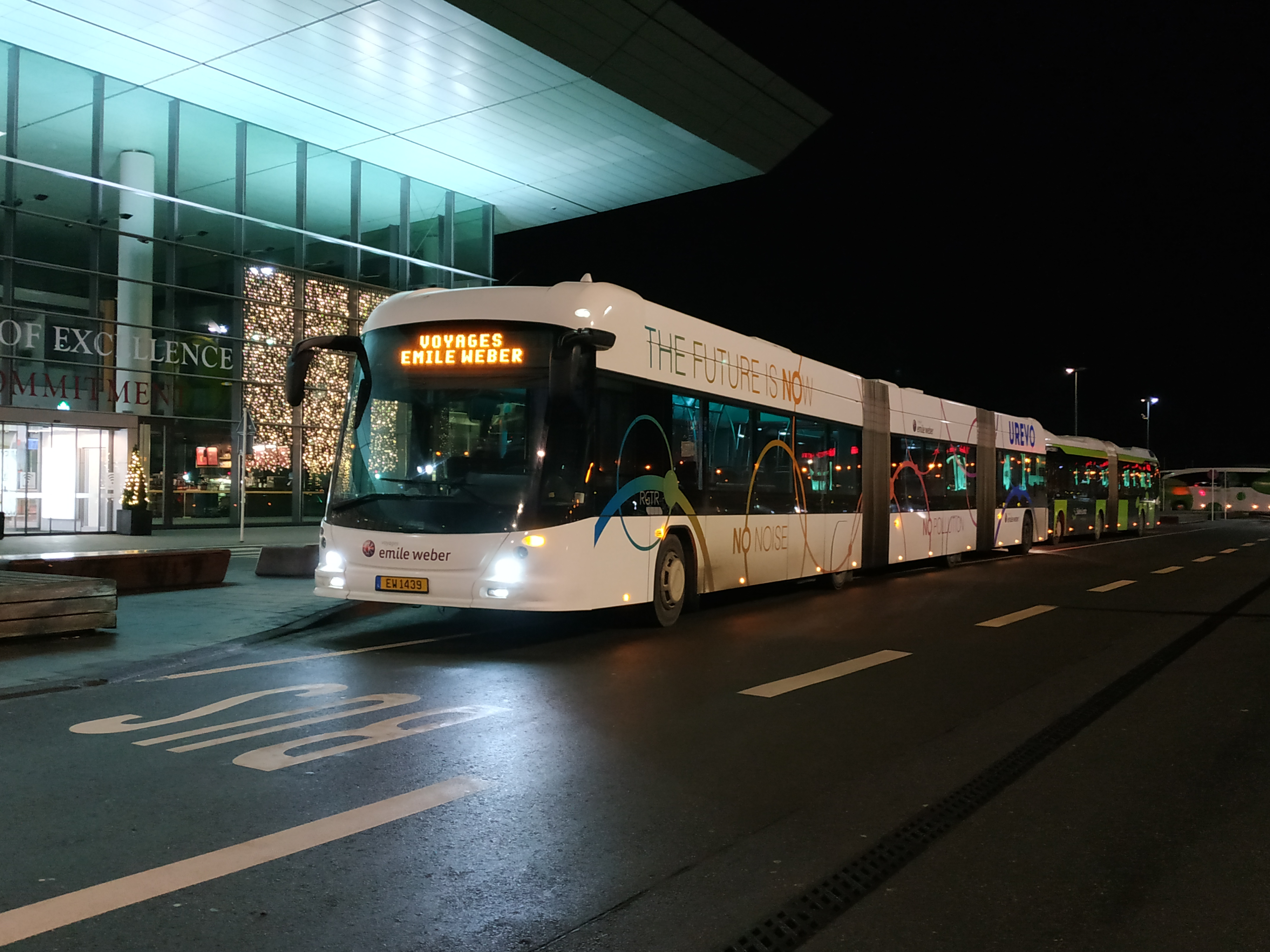
Linie 16 dient dem Flughafen

| Jahr | Passagiere | Fracht in t | Flugbewegungen |
| ---- | ---------- | ----------- | -------------- |
| 1950 | 6.525      | 436         | 3.602          |
| 1960 | 55.591     | 312         | 14.125         |
| 1970 | 476.938    | 2.486       | 26.035         |
| 1980 | 670.159    | 60.852      | 54.604         |
| 1990 | 1.072.264  | 143.667     | 62.714         |
| 2000 | 1.669.484  | 500.811     | 85.511         |
| 2001 | 1.625.323  | 510.964     | 86.165         |
| 2002 | 1.522.458  | 579.708     | 83.597         |
| 2003 | 1.461.140  | 657.255     | 91.724         |
| 2004 | 1.521.806  | 712.985     | 89.074         |
| 2005 | 1.573.825  | 742.766     | 89.657         |
| 2006 | 1.613.475  | 752.635     | 87.770         |
| 2007 | 1.642.848  | 856.740     | 82.060         |
| 2008 | 1.696.011  | 788.224     | 83.141         |
| 2009 | 1.551.315  | 628.667     | 81.619         |
| 2010 | 1.630.027  | 705.370     | 80.494         |
| 2011 | 1.791.231  | 656.931     | 83.405         |
| 2012 | 1.919.694  | 615.812     | 81.163         |
| 2013 | 2.197.331  | 673.823     | 80.397         |
| 2014 | 2.467.864  | 708.427     | 84.222         |
| 2015 | 2.687.566  | 737.625     | 85.031         |
| 2016 | 3.022.918  | 802.426     | 86.402         |
| 2017 | 3.599.390  | 897.569     | 89.944         |
| 2018 | 4.036.878  | 895.079     | 94.586         |
| 2019 | 4.416.038  | 853.354     | 94.985         |
| 2022 | 4.114.291  | 975.000     |                |

## Zwischenfälle
- Am 28. Dezember 1944 wurde eine Douglas DC-3/C-53 der United States Army Air Forces (USAAF) (Luftfahrzeugkennzeichen 42-15549) bei einem Startunfall auf dem Flugplatz Sandweiler (Luxemburg), damals „Advanced Landing Ground A-97“, zerstört. Über Personenschäden ist nichts bekannt.[19]

- Am 22. Dezember 1969 verunglückte eine Vickers Viscount 815 der luxemburgischen Luxair (LX-LGC) bei der Landung auf dem Flughafen Luxemburg. Die aus Frankfurt kommende Maschine geriet von der rutschigen Landebahn ab, woraufhin das Bugfahrwerk zusammenbrach und das Flugzeug irreparabel beschädigt wurde. Alle Insassen überlebten.[20]

- Am 29. September 1982 kam eine Iljuschin Il-62 der sowjetischen Aeroflot mit dem Luftfahrzeugkennzeichen CCCP-86470 rechts von der Landebahn 06 ab und fing Feuer, nachdem kurz vor der Landung die Schubumkehr des Triebwerks Nr. 1 versagte. Die Maschine sollte von Moskau über Luxemburg nach Lima fliegen. Sieben Menschen starben, 26 wurden verletzt. Die restlichen 44 Passagiere blieben unversehrt (siehe auch Aeroflot-Flug 343).[21]

- Am 6. November 2002 stürzte eine Fokker 50 LX-LGB der Luxair mit der Flugnummer LG9642/LH2420 beim Endanflug auf Piste 24 aus Berlin-Tempelhof kommend bei dichtem Nebel ab. Von den Insassen kamen 20 Menschen ums Leben, der Kapitän und ein weiterer Passagier aus dem hinteren Bereich wurden schwer verletzt. Dies war der bisher schwerste Unfall in der luxemburgischen Luftfahrt.[22]

## Weitere luxemburgische Flugplätze
Der luxemburgische Flugplatz Nörtringen sowie der Flugplatz bei Useldingen besitzen Graspisten. Bis 1954 bestand auch noch der Flughafen Esch-sur-Alzette in Esch an der Alzette. Bis 2015 gab es in Medernach eine Graspiste für Ultraleichtflugzeuge.